# 歐文頓 (新澤西州)
歐文頓（英語：Irvington）是位於美國新澤西州艾塞克斯縣的一個鎮區。

## 地方資料
歐文頓的面積為7.55平方千米，皆為陸地。根據2020年美國人口普查的數據，當地共有人口61176人，而人口密度為每平方千米8,102.78人。